# أندلسيت
الأندَلُسيت (نسبة للأندلس) هو معدن صيغته الكميائية Al2SiO5 وأسمه مشتق من محافظة أندلوسيا الأسبانية موطن المعدن الأصلي، تتنوع ألوان الأندالوسيت من البني المصفر الباهت إلى الأخضر القاتم، أو البني القاتم والأكثر شيوعاً هو اللون الأحمر المخضر حيث إن له تنوعاً كبيراً ورائعاً في الألوان.
وعلى هذا فعند استدارته فإن نفس الحجر يمكنه أن يظهر أصفر أو أخضر أو أحمر والبلورات الكبيرة يكون لها منشورات طولية لطول البلورة مع قطاع عرضي مربع ونهايات هرمية; ،ولكن هذا نادر والأكثر شيوعاً هو التجمعات الورائية للبلورات المعتمة أو الحصى المتأثر بالمياه.
وهو يمثل الحصوات التي عادة ما يتم قطعها كأحجار كريمة.

## تواجده
يوجد الأندالوسيت عادة في البيجماتيت، وتوجد الحصوات في حصوات المجوهرات في سريلانكا والبرازيل والأماكن الأخرى وتشمل أسبانيا وكندا وروسيا وأستراليا والولايات المتحدة الأمريكية.

## ملحوظة
النوع الرمادي المصفر المعتم يوجد في منشورات طويلة وعند قطعها عرضياً وصقلها لصنع شكل صليبي.